# Potentilla tobolensis
Potentilla tobolensis är en rosväxtart som beskrevs av Nikolai Vasilievich Pavlov. Potentilla tobolensis ingår i Fingerörtssläktet som ingår i familjen rosväxter. Inga underarter finns listade i Catalogue of Life.